# Tyler Seguin
Tyler Paul Seguin (né le 31 janvier 1992 à Brampton, dans la province de l'Ontario au Canada) est un joueur professionnel canadien de hockey sur glace.

## Biographie

### Carrière junior
En 2008, il débute dans la Ligue de hockey de l'Ontario avec les Whalers de Plymouth. 

### Carrière professionnelle

#### Bruins de Boston (2010-2013)
Lors du repêchage d'entrée dans la LNH 2010, il est choisi au premier tour, à la 2e place au total par les Bruins de Boston. Il débute dans la Ligue nationale de hockey en 2010. Seguin joue sa première rencontre le 9 octobre 2010, alors que les Bruins s'inclinent 5-2 contre les Coyotes de Phoenix. Le lendemain, le 10 octobre, il marque son premier but dans la LNH contre le gardien Ilia Bryzgalov, pendant que les Bruins concluent la NHL Global Series, à Prague en Tchéquie, avec une victoire 3-0 contre les Coyotes. Michael Ryder et Tim Thomas obtiennent les assistances sur le but. Seguin inscrit sa première assistance en carrière le 16 octobre, sur un but de Michael Ryder, alors que les Bruins défont les Devils par la marque 4-1. Seguin termine sa saison recrue avec 11 buts et 11 assitances en 74 parties. Il remporte la Coupe Stanley en 2011 avec les Bruins de Boston face aux Canucks de Vancouver.

#### Stars de Dallas (2013-)
Le 4 juillet 2013, il est échangé aux Stars de Dallas avec Rich Peverley et Ryan Button en retour de Loui Eriksson, Joseph Morrow, Reilly Smith et Matt Fraser.

## Carrière internationale
Il représente le Canada au cours de la Coupe Spengler 2012.

## Statistiques

### En club
| Saison     | Équipe                     | Ligue      |     | Saison régulière | Saison régulière | Saison régulière | Saison régulière | Saison régulière |    | Séries éliminatoires | Séries éliminatoires | Séries éliminatoires | Séries éliminatoires | Séries éliminatoires |
| Saison     | Équipe                     | Ligue      | PJ  | B                | A                | Pts              | Pun              | PJ               | B  | A                    | Pts                  | Pun                  |                      |                      |
| 2007-2008  | Young Nationals de Toronto | GTHL       | 51  | 39               | 47               | 86               | 0                | -                | -  | -                    | -                    | -                    |                      |                      |
| 2008-2009  | Whalers de Plymouth        | LHO        | 61  | 21               | 46               | 67               | 28               | 11               | 5  | 11                   | 16                   | 8                    |                      |                      |
| 2009-2010  | Whalers de Plymouth        | LHO        | 63  | 48               | 58               | 106              | 54               | 9                | 5  | 5                    | 10                   | 8                    |                      |                      |
| 2010-2011  | Bruins de Boston           | LNH        | 74  | 11               | 11               | 22               | 18               | 13               | 3  | 4                    | 7                    | 2                    |                      |                      |
| 2011-2012  | Bruins de Boston           | LNH        | 81  | 29               | 38               | 67               | 30               | 7                | 2  | 1                    | 3                    | 0                    |                      |                      |
| 2012-2013  | HC Bienne                  | LNA        | 29  | 25               | 15               | 40               | 24               | -                | -  | -                    | -                    | -                    |                      |                      |
| 2012-2013  | Bruins de Boston           | LNH        | 48  | 16               | 16               | 32               | 16               | 22               | 1  | 7                    | 8                    | 4                    |                      |                      |
| 2013-2014  | Stars de Dallas            | LNH        | 80  | 37               | 47               | 84               | 18               | 6                | 1  | 2                    | 3                    | 0                    |                      |                      |
| 2014-2015  | Stars de Dallas            | LNH        | 71  | 37               | 40               | 77               | 20               | -                | -  | -                    | -                    | -                    |                      |                      |
| 2015-2016  | Stars de Dallas            | LNH        | 72  | 33               | 40               | 73               | 16               | 1                | 0  | 0                    | 0                    | 0                    |                      |                      |
| 2016-2017  | Stars de Dallas            | LNH        | 82  | 26               | 46               | 72               | 22               | -                | -  | -                    | -                    | -                    |                      |                      |
| 2017-2018  | Stars de Dallas            | LNH        | 82  | 40               | 38               | 78               | 43               | -                | -  | -                    | -                    | -                    |                      |                      |
| 2018-2019  | Stars de Dallas            | LNH        | 82  | 33               | 47               | 80               | 18               | 13               | 4  | 7                    | 11                   | 2                    |                      |                      |
| 2019-2020  | Stars de Dallas            | LNH        | 69  | 17               | 33               | 50               | 22               | 26               | 2  | 11                   | 13                   | 12                   |                      |                      |
| 2020-2021  | Stars de Dallas            | LNH        | 3   | 2                | 0                | 2                | 0                | -                | -  | -                    | -                    | -                    |                      |                      |
| 2021-2022  | Stars de Dallas            | LNH        | 81  | 24               | 25               | 49               | 30               | 7                | 2  | 2                    | 4                    | 4                    |                      |                      |
| 2022-2023  | Stars de Dallas            | LNH        | 76  | 21               | 29               | 50               | 24               | 19               | 5  | 4                    | 9                    | 4                    |                      |                      |
| 2023-2024  | Stars de Dallas            | LNH        | 68  | 25               | 27               | 52               | 26               | 19               | 5  | 8                    | 13                   | 2                    |                      |                      |
| Totaux LNH | Totaux LNH                 | Totaux LNH | 969 | 351              | 437              | 788              | 303              | 133              | 25 | 46                   | 71                   | 30                   |                      |                      |

### En équipe nationale
| Année | Équipe | Compétition          |    | PJ | B | A | Pts | Pun           |  | Résultat |
| 2015  | Canada | Championnat du monde | 10 | 9  | 0 | 9 | 2   | Médaille d'or |  |          |

## Trophées et honneurs personnels
- En 2011, il remporte la Coupe Stanley avec les Bruins de Boston.
- En 2012, il remporte la Coupe Spengler avec le Canada.
- Nommé dans l'équipe d'étoiles du championnat de Suisse 2012-2013[Note 1].

### Ligue de hockey de l'Ontario
- 2009 : nommé dans l'équipe des recrues[Note 2]
- 2010 :
  - participe au Match des étoiles
  - nommé dans l'équipe type
  - remporte le trophée Red-Tilson
  - remporte le trophée Eddie-Powers

### Ligue canadienne de hockey
- 2010 : remporte le trophée du meilleur prospect de la LCH